# Vicia linearifolia
Vicia linearifolia är en ärtväxtart som beskrevs av William Jackson Hooker och George Arnott Walker Arnott. Vicia linearifolia ingår i släktet vickrar, och familjen ärtväxter. Inga underarter finns listade i Catalogue of Life.